# Ion Andoni Goikoetxea
Ion Andoni Goikoetxea Lasa ou Juan Antonio Goicoechea Lasa (Pamplona, 21 de outubro de 1965) é um ex-jogador de futebol espanhol. 

## Carreira
Integrante do chamado Dream Team do Barcelona do início dos anos 90 ao lado de outros bascos.
Ion fez parte do elenco da Seleção Espanhola de Futebol da Copa do Mundo de 1994.

### Homônimo
Não deve ser confundido com Andoni Goikoetxea Olaskoaga, jogador que ficou famoso por ter rompido os ligamentos do joelho de Maradona em 1982.